# Madame Satã (pel·lícula)
Madame Satã és una pel·lícula del Brasil, dirigida per Karim Aïnouz el 2002, i protagonitzada per Lázaro Ramos, Sacha Amback, Marcélia Cartaxo, Flávio Bauraqui, Felippe Marquês. Està basada en la vida de la personalitat brasilera Madame Satã. Fou estrenada a la secció Un Certain Regard del 55è Festival Internacional de Cinema de Canes.
Va tenir una bona acollida per la crítica, especialment per l'actuació del repartiment i la fotografia i les direccions d'art, i va ser nominat a diversos premis. Madame Satã va tenir una actuació modesta als cinemes, generant ingressos de 1.155.180,00 BRL. El novembre de 2015 va entrar en la llista feta per l'Associação Brasileira de Críticos de Cinema de les 100 millors pel·lícules brasileres de tots els temps.

## Argument
Lapa és un barri bohemi de Río de Janeiro, ple de fanfarrons, prostitutas, i artistas. Són els anys 30 i João Francisco (Lázaro Ramos) està a punt d'aconseguir que el seu somni es faci realitat: convertir-se en una gran estrella. Reptant els estigmes de ser analfabet, negre, homosexual i pobre, João és una espècie de poliedre amb moltes identitats. Segons li convé explota més o menys la seva faceta de gàngster, murri orgullós, pare adoptiu de set fills, estrella de cabaret, Reina del Carnestoltes, amant apassionat o assassí. Madame Satã evoca la vida d'una de les figures més importants del Carnaval de Río, un home que es va reinventar a si mateix arribant a crear el mite de Madame Satã, àlies d'un personatge que l'apassionava de la pel·lícula de Cecil B. De Mille de 1930 titulada Madam Satan.

## Repartiment
- Lázaro Ramos - João Francisco dos Santos / Madame Satã
- Marcélia Cartaxo - Laurita
- Flavio Bauraqui - Tabu
- Fellipe Marques - Renatinho
- Renata Sorrah - Vitória
- Emiliano Queiroz - Amador
- Giovana Barbosa - Firmina
- Ricardo Blat - José
- Guilherme Piva - Álvaro
- Marcelo Valle - Delegado
- Floriano Peixoto - Gregório
- Gero Camilo - Agapito
- Gláucio Gomes - Gordo no Danúbio
- Orã Figueiredo - Policial

## Producció
Madame Satã va ser el primer llargmetratge de la carrera del cineasta Karim Aïnouz. La pel·lícula està coproduïda entre el Brasil i França i la producció està signada per Marc Beauchamps, Donald Ranvaud, Vincent Maraval, Walter Salles i Mauricio Andrade Ramos. El pressupost de la pel·lícula s'estima en R$ 3.336.214,40. El rodatge va tenir lloc íntegrament al barri de Lapa i regions adjacents, a la ciutat. de Rio de Janeiro, on l'artista Madame Satã va passar la major part de la seva vida i carrera.
Aquesta també és la primera gran pel·lícula de la carrera de l'actor Lázaro Ramos, que el va donar a conèixer al gran públic. Per desenvolupar el guió per a la cinebiografia de João Francisco dos Santos, Karim Aïnouz va investigar la vida de l'artista a l'Arxiu Nacional, en arxius legals que informen dels crims comesos per ell, com així com també entrevista amb persones que vivien amb Madame Satã a la presó i al barri de Lapa. El cineasta també va visitar la tomba de la mare de l'artista a Agreste Pernambucano.
Amb l'excepció del protagonista, tots els personatges són ficticis i s'han construït a partir dels testimonis de persones que van conviure personalment amb Madame Satã, com el dibuixant Jaguar, un dels seus antics xicots, i també socis malfactors.

## Nominacions i premis
| Any  | Festival                                                         | Categoria                                        | Nominat(s)                                            | Resultat  |
| ---- | ---------------------------------------------------------------- | ------------------------------------------------ | ----------------------------------------------------- | --------- |
| 2002 | Festival Internacional de Cinema de Canes                        | Un Certain Regard                                | Madame Satã                                           | Nominat   |
| 2002 | Festival Internacional de Cinema de Canes                        | Caméra d'Or                                      | Karim Aïnouz                                          | Nominat   |
| 2002 | Festival Internacional de Cinema de Chicago                      | Millor pel·lícula                                | Madame Satã                                           | Guanyador |
| 2002 | Festival de Cinema Iberoamericà de Huelva                        | Colón d'Or                                       | Karim Aïnouz                                          | Guanyador |
| 2002 | Festival de Cinema Iberoamericà de Huelva                        | Millor actor                                     | Lázaro Ramos                                          | Guanyador |
| 2002 | Festival de Cinema Iberoamericà de Huelva                        | Millor Fotografia                                | Walter Carvalho                                       | Guanyador |
| 2002 | Festival Internacional del Nou Cinema Llatinoamericà de l'Havana | Millor opera prima                               | Karim Aïnouz                                          | Guanyador |
| 2002 | Festival Internacional del Nou Cinema Llatinoamericà de l'Havana | Millor Direcció artística                        | Marcos Pedroso                                        | Guanyador |
| 2002 | Mostra Internacional de Cinema de São Paulo                      | Millor pel·lícula (Prêmio do Júri Internacional) | Madame Satã                                           | Nominat   |
| 2002 | Mostra Internacional de Cinema de São Paulo                      | Premi Especial de Millor actor                   | Lázaro Ramos                                          | Guanyador |
| 2003 | Prêmio ABC de Cinematografia                                     | Millor Fotografia de llargmetratge               | Walter Carvalho                                       | Nominat   |
| 2003 | Prêmio ABC de Cinematografia                                     | Millor Direcció artística                        | Marcos Pedroso                                        | Nominat   |
| 2003 | Prêmio ABC de Cinematografia                                     | Millor So                                        | Aloysio Compasso, Waldir Xavier i Dominique Hennequin | Nominat   |
| 2003 | Prêmio APCA                                                      | Millor Director                                  | Karim Aïnouz                                          | Guanyador |
| 2003 | Prêmio APCA                                                      | Millor actor                                     | Lázaro Ramos                                          | Guanyador |
| 2003 | Buenos Aires Festival Internacional de Cinema Independent        | Millor pel·lícula                                | Madame Satã                                           | Nominat   |
| 2003 | Buenos Aires Festival Internacional de Cinema Independent        | Millor Fotografia                                | Walter Carvalho                                       | Guanyador |
| 2003 | Grande Prêmio do Cinema Brasileiro                               | Millor pel·lícula                                | Madame Satã                                           | Nominat   |
| 2003 | Grande Prêmio do Cinema Brasileiro                               | Millor Director                                  | Karim Aïnouz                                          | Nominat   |
| 2003 | Grande Prêmio do Cinema Brasileiro                               | Millor actor                                     | Lázaro Ramos                                          | Guanyador |
| 2003 | Grande Prêmio do Cinema Brasileiro                               | Millor Actriu                                    | Marcélia Cartaxo                                      | Guanyador |
| 2003 | Grande Prêmio do Cinema Brasileiro                               | Millor actor secundari                           | Emiliano Queiroz                                      | Nominat   |
| 2003 | Grande Prêmio do Cinema Brasileiro                               | Millor actor secundari                           | Flávio Bauraqui                                       | Nominat   |
| 2003 | Grande Prêmio do Cinema Brasileiro                               | Millor Actriu secundària                         | Renata Sorrah                                         | Nominat   |
| 2003 | Grande Prêmio do Cinema Brasileiro                               | Millor guió original                             | Karim Aïnouz, Marcelo Gomes i Sérgio Machado          | Nominat   |
| 2003 | Grande Prêmio do Cinema Brasileiro                               | Millor Fotografia                                | Walter Carvalho                                       | Nominat   |
| 2003 | Grande Prêmio do Cinema Brasileiro                               | Millor Muntatge                                  | Isabela Monteiro de Castro                            | Nominat   |
| 2003 | Grande Prêmio do Cinema Brasileiro                               | Millor Direcció artística                        | Marcos Pedroso                                        | Guanyador |
| 2003 | Grande Prêmio do Cinema Brasileiro                               | Millor vestuari                                  | Rita Murtinho                                         | Guanyador |
| 2003 | Grande Prêmio do Cinema Brasileiro                               | Millormaquillatge                                | Sonia Penna                                           | Guanyador |
| 2003 | Grande Prêmio do Cinema Brasileiro                               | Millor banda sonora                              | Marcos Suzano i Sacha Amback                          | Nominat   |
| 2003 | Grande Prêmio do Cinema Brasileiro                               | Millor So                                        | Aloysio Compasso, Waldir Xavier i Dominique Hennequin | Nominat   |
| 2003 | Inside Out Toronto LGBT Film Festival                            | Millor pel·lícula o vídeo                        | Karim Aïnouz                                          | Guanyador |
| 2003 | Festival Internacional de Cinema d'Istanbul                      | Millor pel·lícula                                | Madame Satã                                           | Nominat   |
| 2003 | Mons International Festival of Love Films                        | Premi Kodak                                      | Karim Aïnouz                                          | Guanyador |
| 2003 | Mons International Festival of Love Films                        | Millor actor                                     | Lázaro Ramos                                          | Guanyador |
| 2003 | Prêmio Guarani de Cinema Brasileiro                              | Millor pel·lícula                                | Madame Satã                                           | Nominat   |
| 2003 | Prêmio Guarani de Cinema Brasileiro                              | Millor Director                                  | Karim Aïnouz                                          | Nominat   |
| 2003 | Prêmio Guarani de Cinema Brasileiro                              | Millor actor                                     | Lázaro Ramos                                          | Guanyador |
| 2003 | Prêmio Guarani de Cinema Brasileiro                              | Millor Actriu secundària                         | Marcélia Cartaxo                                      | Guanyador |
| 2003 | Prêmio Guarani de Cinema Brasileiro                              | Millor actor secundari                           | Flávio Bauraqui                                       | Nominat   |
| 2003 | Prêmio Guarani de Cinema Brasileiro                              | Millor revelació de l'any                        | Lázaro Ramos                                          | Guanyador |
| 2003 | Prêmio Guarani de Cinema Brasileiro                              | Millor guió original                             | Karim Aïnouz, Marcelo Gomes e Sérgio Machado          | Nominat   |
| 2003 | Prêmio Guarani de Cinema Brasileiro                              | Millor Muntatge                                  | Isabela Monteiro de Castro                            | Nominat   |
| 2003 | Prêmio Guarani de Cinema Brasileiro                              | Millor vestuari                                  | Rita Murtinho                                         | Guanyador |
| 2003 | Prêmio Guarani de Cinema Brasileiro                              | Millor efectes visuals                           | Sergio Farjalla Jr.                                   | Nominat   |
| 2003 | Festival de Cinema de Lima                                       | Millor actor                                     | Lázaro Ramos                                          | Guanyador |
| 2003 | Festival de Cinema de Lima                                       | Millor Fotografia                                | Walter Carvalho                                       | Guanyador |
| 2003 | Festival SESC Millores Filmes                                    | Millor actor (vot jurat)                         | Lázaro Ramos                                          | Guanyador |
| 2003 | Festival SESC Millores Filmes                                    | Millor actor (vot públio)                        | Lázaro Ramos                                          | Guanyador |
| 2004 | Festival Internacional de Cinema de Cartagena de Indias          | Millor pel·lícula                                | Madame Satã                                           | Nominat   |
| 2004 | GLAAD Media Awards                                               | Millor pel·lícula – Llançament limitat           | Madame Satã                                           | Nominat   |
| 2004 | Glitter Awards                                                   | Millor pel·lícula estrangera                     | Madame Satã                                           | Guanyador |